# Піхва ссавців

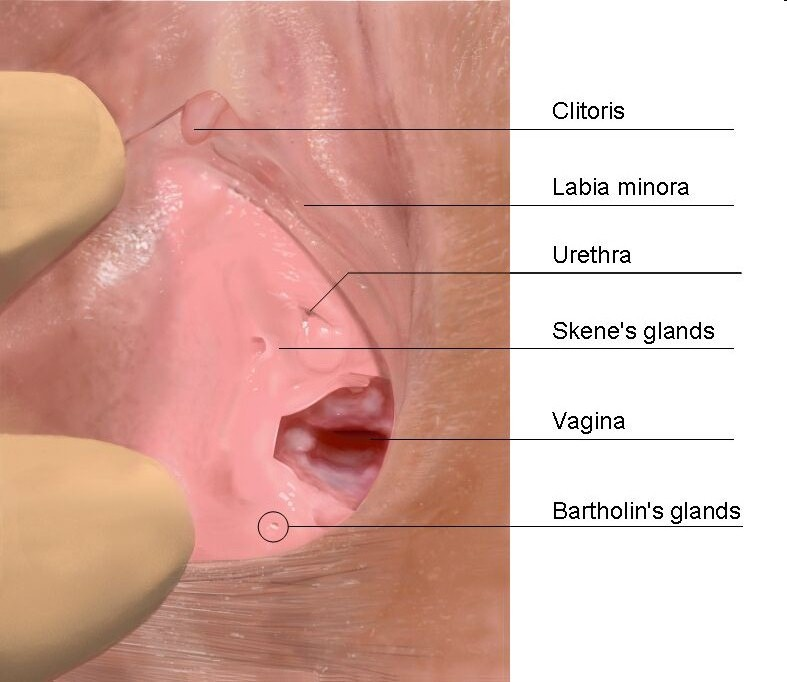
Вагінальний отвір у вульві жінки

Піхва (лат. vagina) або вагіна ссавців — відкритий назовні відділ репродуктивної системи самиць ссавців, потрібний для спаровування (вкладання пеніса самця і виливу сім'я) та також для виведення плодів назовні (пологів, кладки).
Пов'язаними з піхвою є яйцепроводи (фаллопієві труби) з яєчниками, з яких виходять яйцеклітини для запліднення сім'ям.

## Етимологія
Термін «піхва» є калькою з латинського «vagina», яке мало два значення: «піхви», «футляр для меча» (первісне) і «жіночий статевий орган» (пізніше). Слово «піхви» первісно уживалось в однині — «піхва»; за зразком латинського був утворений і український науково-медичний термін. Так само утворений і аналогічний термін у російській та болгарській мовах — «влагалище» (від старосл. «влагалище» — «піхви», «місткість», «вмістище»), і словенський nóžnica (за тим же зразком). Схоже з українською звучать назви цього органа у білоруській (похва) і західнослов'янських мовах (польськ. pochwa, чеськ. pochva, словац. pošva). Щодо походження цих слів існують різні версії. Згідно з одною з гіпотез, походять від праслов'янського *pošъva («оболонка», «обшивка»), зв'язаним з дієсловом «пошивати», яке змінилось під впливом «поховати». Деякі припускають, що звідси також походять слова «пахва» і «пах». За іншими версіями, слово «піхва» (як і «пахва») походить від «пазуха» через випадання середнього «-з», (пор. чеськ. pazdi, paze — «плече», «рука», словац. podpazie і н.-луж. podpaza — «пахва»). Інші мовознавці зв'язували слова з дав.-інд. podpaza («плече», «рука») чи pajasvam («черевна порожнина»), і навіть з дав.-інд. pasas — «чоловічий статевий орган» (пор. дав.-в.-нім. fasel, лат. penis).

## Походження і будова
Як повноцінний орган існує тільки у самиць плацентарних і сумчастих ссавців. В інших тварин з внутрішнім заплідненням (птахи, плазуни, однопрохідні ссавці) піхву замінює клоака, через яку і потрапляє сім'я. 
Піхва утворюється при ембріогенезі з мюллерових проток (каналів), які утворюються з проміжної мезодерми. М'язова оболонка піхви ссавців утворена поперечно-смугастою м'язовою тканиною у дистальному (далекому) відділі; у середньому і проксимальному (близькому) відділах її змінює гладка м'язова тканина.
У клоачних ссавців (єхидни, качкодзьоби) обидві матки (нижні частини яйцепроводів з потовшеними стінками) відкриваються прямо у сечостатевий синус клоаки, піхва як така відсутня. У сумчастих наявні парні піхви (які іноді зростаються кінцями), утворені з нижніх частин яйцеводів, які відкриваються у передвер'я (присінок) піхви. У плацентарних (вищих) ссавців нижні ділянки яйцепроводів зростаються у непарну піхву. У деяких ссавців (багатьох гризунів, слонів та ін.) піхва має два отвори, кожен з яких відкривається у свою матку. У решти плацентарних ссавців отвір один: як при парній матці (у більшості), так і при непарній (у деяких рукокрилих й приматів). Піхва переходить у короткий розширений сечостатевий синус (передсінок піхви), у який відкривається й протока сечового міхура. У стінку передсінка виходить голівка клітора, розташованого в глибині тіла. Передсінок відкривається назовні сечостатевим отвором, оточеним складками шкіри — статевими губами.

## Аналоги піхви у різних тварин
- У безхребетних — піхва у вигляді трубковидного завороту зовнішніх покривів, що відкривається одним кінцем назовні, іншим — в паренхіму;
- У мух (роду цеце) — в розширеній піхві розвивається личинка.